# ザ・ワイルド
『ザ・ワイルド』（原題: The Edge）は、1997年制作のアメリカ映画。リー・タマホリ監督、アンソニー・ホプキンス、アレック・ボールドウィン出演。アメリカでは、『ソウル・フード』と同時公開。全編CGを使わず本物の熊を使って襲撃シーンが撮影されたことで話題となった。

## あらすじ
大富豪で実業家のチャールズは、妻でファッションモデルのミッキー、彼女の専属カメラマン・ロバート、その助手スティーヴとアラスカに自家用機で旅行に出かけた。
大富豪ながら博学で本の虫のチャールズは山小屋で誕生日を迎えみんなに祝福されながら、ミッキーとロバートが浮気関係にある事を洞察力から薄々気付き疑っていた。
そんな中、現地に住む老人スタイルズの山小屋で部屋に飾ってあったインディアンの写真に目を留めたロバートは彼の写真を撮りに行こうとチャールズを誘い、ミッキーとスタイルズを残して撮影に向かった。
しかし、移動中に鳥の群れと衝突事故が起き、飛行機は墜落。3人はとりあえず助かったものの、そこは人里離れた山奥で、3人はチャールズのサバイバルの知識を頼りに何とか下山しようとするが、突如現れたヒグマの襲撃により、脚を負傷していたスティーヴが真っ先に狙われ死亡する。
そんな中、ロバートは兼ねてミッキーと浮気しながらチャールズを殺して財産を奪おうと密かに考えていた事を、チャールズは悟ってしまう。ヒグマによる襲撃と遭難を利用して自分を殺そうと企むロバートとの攻防をチャールズは知識を駆使して挑んでいく。

## 登場人物
チャールズ・モース
大富豪。博識だが必要以上に勉強家な自分を病気と称している。妻に対する愛情は深く、顎で使われても気にせず、度を越したブラックジョークのドッキリを仕掛けられても怒らなかった。自信家でもありロバートに堂々と「自分をどうやって殺す？」と聞くなど肝が据わっている。飛行機が墜落した際には自分は勿論、身動きの取れなかったスティーブも助けるなどサバイバル能力にも長けている。
ロバート・グリーン
ミッキーの専属のカメラマン。実はミッキーと不倫している。不用心でミッキーになれなれしい態度をとるなどをしたことでチャールズに不倫を感づかれた。
ミッキー・ロース
チャールズの若き妻。ファッションモデル。
スティーヴ
ロバートの助手。ピアノを弾ける。モデルが仕事中に風邪をひいて仕事ができなくても咎めない優しい性格。普段から物腰が柔らかく敬語も用いていたが、あまりの極限状態に途中から口調と態度が粗野になってしまう。
スタイルズ
オッジのオーナー。迷信に詳しい。
ジニー
眼鏡をかけた女性。
ジェームズ
ボブの知人。

## キャスト
| 役名               | 俳優                         | 日本語吹替 | 日本語吹替   | 日本語吹替 |
| 役名               | 俳優                         | ソフト版   | テレビ朝日版 |            |
| ------------------ | ---------------------------- | ---------- | ------------ | ---------- |
| チャールズ・モース | アンソニー・ホプキンス       | 池田勝     | 小川真司     |            |
| ロバート・グリーン | アレック・ボールドウィン     | 佐々木勝彦 | 山路和弘     |            |
| ミッキー・モース   | エル・マクファーソン         | 佐藤しのぶ | 唐沢潤       |            |
| スティーヴ         | ハロルド・ペリノー・ジュニア | 高木渉     | 楠大典       |            |
| スタイルズ         | L・Q・ジョーンズ             | 石森達幸   | 糸博         |            |

- テレビ朝日版：初回放送2001年5月13日『日曜洋画劇場』

## トリビア
- 本作に登場するヒグマのバート（Bart the Bear）は『子熊物語』、『ホワイトファング』、『沈黙の要塞』、『レジェンド・オブ・フォール/果てしなき想い』等、多くの映画・テレビドラマに出演した、アメリカでは有名な動物タレントであった。バートは2000年、癌で23歳で死亡した[2]。